# Dirty Sexy Money
Dirty Sexy Money è una serie televisiva statunitense creata da Craig Wright. La serie, che ha debuttato sul canale televisivo ABC il 26 settembre 2007, unisce dramma e commedia. La serie ha fatto il suo debutto in Italia il 15 gennaio 2008 sul canale Fox.
Un cast molto ricco e importante, che vede tra gli attori Donald Sutherland, Jill Clayburgh, William Baldwin e Peter Krause reduce dalla pluripremiata serie Six Feet Under.
Il 20 novembre 2008, il network americano che ospita la serie, la ABC, ha cancellato definitivamente la serie dal palinsesto, dopo gli insufficienti risultati d'ascolto. Gli ultimi quattro episodi sono stati proposti dalla ABC dal 18 luglio all'8 agosto 2009 ogni sabato completando così la messa in onda degli episodi prodotti.

## Trama
Nick George è un avvocato idealista, che dopo la tragica morte del padre, Dutch George, prende il suo posto come avvocato di fiducia per la facoltosa famiglia Darling.
La potente famiglia, che dietro l'aspetto glamour e patinato nasconde segreti e bizzarre abitudini, è composta dal patriarca Tripp Darling e dalla depressa moglie Letitia con i loro cinque figli: il primogenito Patrick in procinto di candidarsi al Senato degli Stati Uniti, che dietro l'aria di figlio modello nasconde molti segreti tra cui un'amante transessuale con la quale tradisce la moglie; la svampita Karen in procinto di sposarsi per la quarta volta, ma da sempre follemente innamorata di Nick; i gemelli Jeremy, "adolescente" di 25 anni che passa il suo tempo tra feste, celebrità e partite di poker (seminandosi dietro non pochi scandali a discapito della famiglia) e Juliet, atteggiamenti alla "Hilton" solo per nascondere una forte insicurezza. Infine Brian, pastore episcopale, che dietro la facciata di perfetto religioso nasconde un animo superficiale, opportunista e calcolatore ma anche sensibile in molti degli atteggiamenti verso il figlio illegittimo.
Nonostante lo scetticismo iniziale, pervenutogli da un padre sempre assente per prendersi cura dei Darling, Nick inizia a lavorare per la famiglia risolvendo i loro guai e assecondando i loro capricci. Tuttavia, dopo inquietanti scoperte sull'incidente del padre, inizia ad indagare pensando che il responsabile sia un membro della famiglia stessa. Una cartella di dati su Simon Elder, miliardario delle telecomunicazioni, ritrovata nell'aereo su cui viaggiava Dutch, estende fuori dai Darling il cerchio dei sospetti.

## Episodi
| Stagione         | Episodi | Prima TV originale | Prima TV Italia |
| ---------------- | ------- | ------------------ | --------------- |
| Prima stagione   | 10      | 2007               | 2008            |
| Seconda stagione | 13      | 2008-2009          | 2009            |

## Cast
| Attore            | Personaggio             |
| ----------------- | ----------------------- |
| Donald Sutherland | Tripp Darling           |
| Peter Krause      | Nick George             |
| Jill Clayburgh    | Letitia Darling         |
| William Baldwin   | Patrick Darling IV      |
| Natalie Zea       | Karen Darling           |
| Glenn Fitzgerald  | Reverendo Brian Darling |
| Samaire Armstrong | Juliet Darling          |
| Seth Gabel        | Jeremy Darling          |
| Zoe McLellan      | Lisa George             |
| Blair Underwood   | Simon Elder             |
| Lucy Liu          | Nola Lyons s. 2         |

### Cast ricorrente
| Attore           | Personaggio               |
| ---------------- | ------------------------- |
| Daniel Cosgrove  | Freddy Mason s.1          |
| Laura Margolis   | Daisy                     |
| Chloe Moretz     | Kiki George               |
| Tamara Feldman   | Natalie Kimpton s.1       |
| Bellamy Young    | Ellen Alexander Darling + |
| Michelle Krusiec | Mei Ling Hwa Darling s.1  |
| Candis Cayne     | Carmelita                 |
| Sofía Vergara    | Sofia Montoya             |
| Sheryl Lee       | Andrea Smithson           |

## Produzione
Tra i produttori esecutivi vi sono il noto regista Bryan Singer già produttore di Dr. House - Medical Division e Greg Berlanti creatore di Everwood e produttore di Brothers & Sisters - Segreti di famiglia. Nell'episodio pilota, Andrea Smithson, la madre del figlio illegittimo di Brian Darling, è interpretata da Brooke Smith, in seguito viene sostituita dall'attrice Sheryl Lee. La Smith ha abbandonato il ruolo dopo aver ottenuto la parte di Erica Hahn in Grey's Anatomy. Sempre nell'episodio pilota, Kiki, la figlia di Nick George è interpretata da Elle Fanning mentre negli episodi successivi è interpretata da Chloe Moretz.